# Isla Eliza

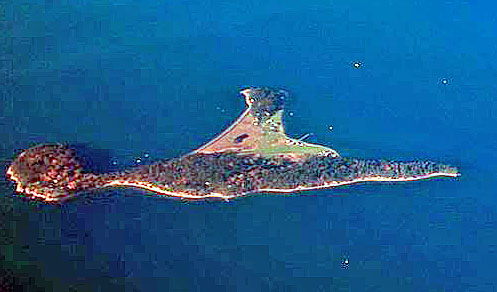
Eliza Island

La isla Eliza  es una isla del archipiélago de las islas San Juan, situadas en el estrecho de Georgia. Pertenecen al Estado de Washington, Estados Unidos.
La isla posee un área de 0.571 km² y una población de 10 personas, según el censo de 2000. Se encuentra en la parte occidental de la Bellingham Bay. Al sur de la isla Lummi. La isla recibe el nombre del capitán español Francisco de Eliza que la descubrió en 1791. 